# Trzęsienie ziemi w Kalabrii (1783)

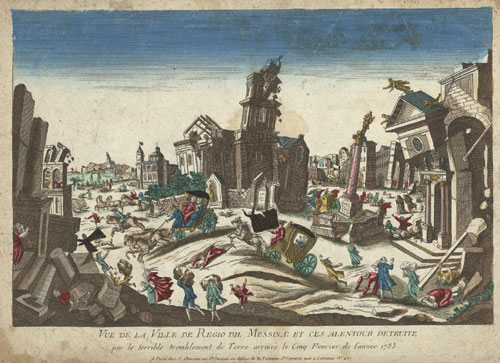
Współczesna ilustracja trzęsienia ziemi w Kalabrii w 1783 r.

Trzęsienie ziemi w Kalabrii w roku 1783 to seria pięciu trzęsień ziemi, które miały miejsce w południowych Włoszech i pochłonęły od 32 do 50 tys. ofiar.

## Chronologia
5 lutego
W dniu 5 lutego doszło do trzęsienia ziemi o sile 7,0 stopni skali Richtera na Sycylii. Wiele wiosek zostało zniszczonych, na skutek fali tsunami zginęło 25 000 osób. Epicentrum trzęsienia ziemi znajdowało się na równinie Palmi.
6 lutego
W miejscowości Scilla doszło do wtórnego wstrząsu o sile 6,2 stopni skali Richtera. Wkrótce po trzęsieniu ziemi wielu mieszkańców przestraszonych wstrząsami poprzedniego dnia przeniosła się na plażę, gdzie zostali przytłoczeni przez fale. Tsunami spowodowało poważne powodzie w mieście. Zginęło ponad 1500 osób.
7 lutego
Doszło do kolejnego trzęsienia ziemi, a jego skutki odczuli mieszkańcy wioski Acquaro i Soriano Calabro.
1 marca
To trzęsienie ziemi było najsłabszym z całej serii i spowodowało stosunkowo niewielkie szkody.
28 marca
Doszło do kolejnego wtórnego wstrząsu. Trzęsienie ziemi trwało około dziesięć sekund, a wiele wiosek zostało zniszczonych i wystąpiły osuwiska ziemi, zginęło wiele osób.